# Hrvatska Diskografska Udruga
Hrvatska Diskografska Udruga (acrônimo HDU) é uma empresa oficial que representa as indústrias fonográficas da Croácia. É também associada à IFPI.

## Certificações
| Formato | Certificação | Certificação | Certificação | Certificação |
| Formato | Prata        | Ouro         | Platina      | Diamante     |
| ------- | ------------ | ------------ | ------------ | ------------ |
| Álbum   | 3.000        | 7.500        | 15.000       | 30.000       |